# Les Deux Sans-culottes
Pour plus de détails, voir Fiche technique et Distribution.
Les Deux Sans-culottes (I due sanculotti) est un film italien réalisé par Giorgio Simonelli et sorti en 1966,.

## Synopsis
En  France, en juillet 1789, peu de jours avant que n'éclate la Révolution française, Franco et Ciccio La Capra arrivent à Paris pour chercher du travail. Ils en trouvent dans un atelier pour dames nobles. Quand un groupe de gentilshommes déchaînés prend l'atelier d'assaut parce que Franco et Ciccio ont mis la main sur leurs femmes, l'un d'entre eux remarque que Franco ressemble de façon frappante au frère du Roi, le comte d'Artois. Franco est donc utilisé pour remplacer le comte à Paris tandis que l'original se rend auprès des Autrichiens dans l'espoir d'obtenir leur aide face à l'insurrection imminente.
À la suite de nombre d'incidents, Franco et Ciccio finissent capturés par les sans-culottes et échappent plusieurs fois à la guillotine. Ils deviennent ensuite généraux de l'armée française et font la connaissance de Napoléon. Après d'autres mésaventures, ils finissent par retourner en Italie.

## Fiche technique
Sauf indication contraire, les informations mentionnées dans cette section peuvent être confirmées par la base de données cinématographiques IMDb,  présente dans la section « Liens externes ».
- Titre français : Les Deux Sans-culottes[3]
- Titre original : I due sanculotti[4]
- Réalisation : Giorgio Simonelli
- Scénario : Marcello Ciorciolini, Giorgio Simonelli, Dino Verde (it)
- Photographie : Tino Santoni (it)
- Montage : Giuliana Attenni (it)
- Décors : Nedo Azzini (it)
- Musique : Piero Umiliani
- Costumes : Sibylle Geiger
- Producteurs : Leo Cevenini, Vittorio Martino
- Sociétés de production : Flora Film, Variety Film Production
- Pays de production :  Italie
- Langue de tournage : italien
- Format : Couleur - 2,35:1 - Son mono - 35 mm
- Durée : 95 minutes[4]
- Genre : Comédie burlesque[3]
- Dates de sortie :
  - Italie : 1966
  - France : 26 janvier 1968[3]

## Distribution
- Franco Franchi : Franco La Capra / Comte d'Artois
- Ciccio Ingrassia : Ciccio La Capra / Baron von Ciccenbourg / La Primula Rossa
- Barbara Caroll (it) : Virginie Carroll
- Heidi Hansen : Louise
- Umberto D'Orsi : Deville
- Luigi Pavese : François
- Adriano Micantoni (it) : Pierre
- Giustino Durano : Docteur Guillotin
- Oreste Lionello : Napoléon Bonaparte
- Gino Buzzanca : Le bourreau
- Silvano Tranquilli : Maximilien de Robespierre
- Gina Mascetti : La fleuriste